# Odontoblast

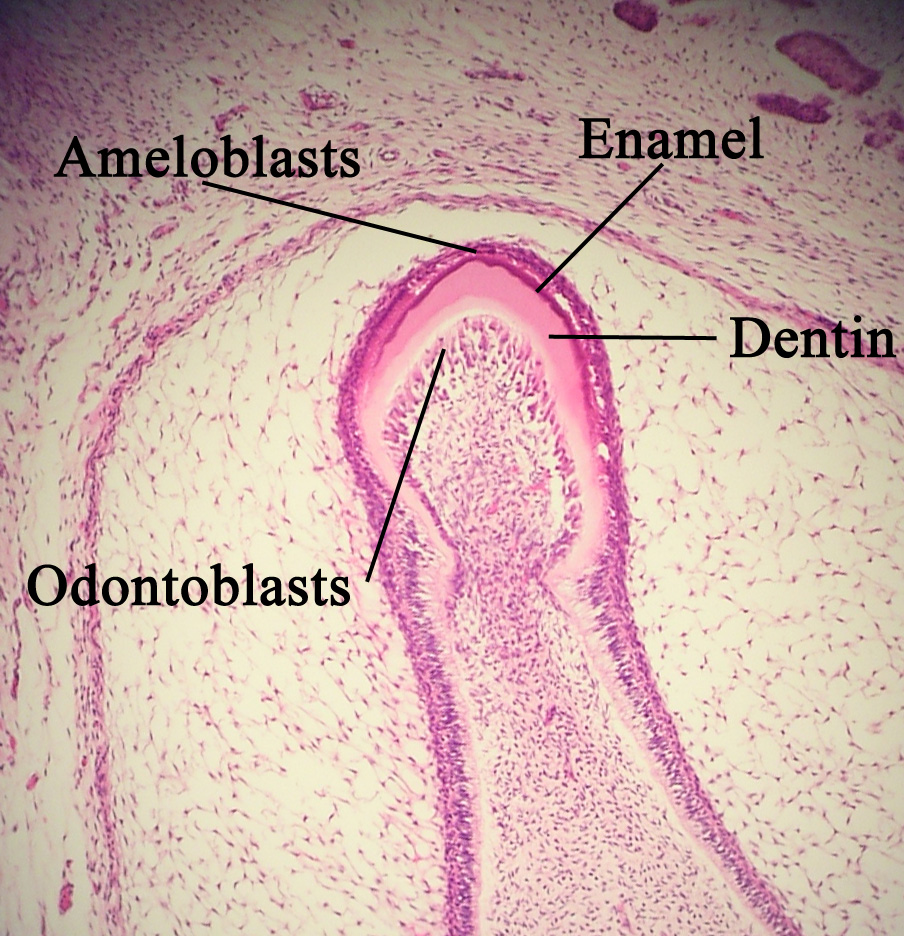
Preparat histologiczny rozwijającego się zęba (odontoblasty widoczne w środku)

Odontoblast, komórka zębinotwórcza – komórka wytwarzająca zębinę. Odontoblasty przylegają do wewnętrznych powierzchni zębiny od strony miazgi.